# 海法秀一
海法 秀一（かいほう ひでいち、1925年1月23日 - 2004年6月22日）は、大日本帝国の陸軍軍人（戦闘機操縦者）。画家。元競輪選手（選手登録番号3065）。日本における空戦画の先駆者かつ第一人者。現在の東京都江東区深川佐賀町出身。墓標は大田区萩中の真光寺。

## 経歴
陸軍少年飛行兵第13期卒。教育飛行隊や加藤隼戦闘隊として有名な飛行第64戦隊附を経て、太平洋戦争（大東亜戦争）末期には、陸軍軍曹として本土防空戦に参加。その時の体験が、その後の創作活動に強く影響したと生前語っている。本土防空戦ではB-29等に対して航空機で突入する空中特攻が一時期実施されていた。2004年にNHKで放送された「アメリカ捕虜の戦争体験」という番組では、空中戦で海法に撃墜され、捕虜となったB-29乗員が戦後に再会する様が放送されている。
戦後は競輪選手となり千葉県所属の選手として活躍したが1962年2月24日に選手登録削除して引退。その後、再度操縦桿を握る事となり、船橋ヘルスセンター近くの船橋飛行場中央航空で飛行教官を務めた。

## 画家として
海法は古くより絵心があり、戦前には水彩画で海軍省主催の個展で金賞を受賞した腕前を持つ。戦後は特に油彩画を得意とした。後に航空雑誌や航空会社、新聞社等が発行するパンフレットやカレンダーに幅広く自身の航空機絵画を掲載していた。作品としては「幻の本土決戦」等。
また上述の通り陸軍出身の操縦者ではあるものの、海軍機も分け隔てなく描き、モデルはそれら旧日本軍の軍用機をメインに、空戦や特攻描写に留まらず様々なシーンを題材にした。その作品は、知覧特攻平和会館（寄贈）や靖国神社（奉納）等にも展示されている他、多数がコピー印刷され陸海軍空中勤務者・搭乗員の戦友会でも記念品として配られた為、目にする機会も多い。
息子の海法一夫（建築パースデザイナー。海法デザイン事務所主宰）、孫の海法祐介（イラストレーター）は父及び祖父たる海法秀一の影響を受け、同じく飛行機画（日本軍用機）も手がけている。

## 主な作品展
- 1975年 読売新聞社別冊「栄光の翼」油彩画を発行
- 1976年 千葉ステーションビルにて個展「大空のロマン」を主催
- 1978年 名古屋松坂屋航空展に出品
- 1988年 東京都美術館第38回流形展に出品
- 1991年 船橋そごうで個展を主催